# Forvaring
Forvaring eller förvaring är ett straff i de norska och danska rättssystemen för brottslingar som bedöms vara särskilt farliga.
Bestämmelsen om förvaring infördes i Norge som en egen straffart år 2002 och ersatte den tidigare påföljden sikring (säkring). Vid förvaring ska rätten fastställa en tidsram som inte får understiga 10 år, och inte får överstiga 21 år. Den fastställda tidsramen kan vid behov förlängas med upp till 5 år i taget. Det finns ingen fastställd gräns för hur många gånger tidsramen kan förlängas.
I Danmark innebär teoretiskt förvaring inlåsning på obestämd tid, men var tredje år prövar en psykiatriker om den dömde kan skrivas ut, vilket sedan verkställs genom beslut i domstol. På den anstalt där de flesta förvaringsdömda sitter i Danmark sker utskrivning  i genomsnitt efter 14 år och 7 månader.